# 華劇大賞
華劇大賞 為2012年至2016年三立電視為三立華人電視劇所舉辦的頒獎典禮，舉辦目的是致力創造華流。投票時間從11月12日至12月3日，共設12個獎項，計算結果是由專業導演群（30%）、媒體團（40%）及網友投票（30%）三組人馬共同評分。司儀旁白由賈培德擔任。

## 事件
2016年11月10日，三立電視公布第五屆華劇大賞投票消息。同日，三立華人電視劇《後菜鳥的燦爛時代》男主角炎亞綸在臉書發文「我沒有要出席，所以不會有獎項；請各位不需要幫忙投票」、「請支持我不想姑息戲劇血汗加工廠的理念，你的每一票都在殘害產業」，更在回覆網友留言時說「不出席就不會有獎項，獎項是分配的」。同日，三立電視發表聲明稿，稱「參與過多部華劇演出、獲兩屆華劇大賞多項獎項肯定並出席領獎的炎亞綸，沒有資格批評為台灣戲劇產業打拚的幕前幕後人員」。同日，炎亞綸在臉書發文回覆三立電視聲明稿，暗諷三立電視虛偽、開空頭支票，「大夥人早早就有共識不出席，以表示對破壞產業的始作俑者抗議；你們不尊重演員，那麼相互尊重就沒必要存在」。
2017年10月30日，三立電視資深副總經理兼發言人張正芬證實，華劇大賞停辦。

## 主持人
- 第一屆於2012年12月12日舉行。主持人薛仕凌（MC40）、袁艾菲和張懷秋（懷秋）。
- 第二屆於2013年12月22日舉行。主持人薛仕凌（MC40）和LULU（黃路梓茵）。
- 第三屆於2014年12月14日舉行。主持人張兆志。投票時間從11月12日至12月5日。
- 第四屆於2015年12月12日舉行。主持人炎亞綸和LULU。Dr.Douxi 朵璽 獨家冠名贊助播出，投票時間從11月12日至12月3日。
- 第五屆於2016年12月10日舉行。主持人薛仕凌（MC40）和LULU（黃路梓茵）。Dr.Douxi 朵璽 獨家冠名贊助播出，投票時間從11月10日至12月1日。

## 獲獎名單

### 第一屆（2012年）
| 獎項           | 獲獎演員       |
| -------------- | -------------- |
| 最佳接吻獎     | 胡宇威、陳庭妮 |
| 最佳綠葉獎     | 鍾欣凌         |
| 最佳師奶殺手獎 | 陳博正         |
| 海外最受歡迎獎 | 吳建豪         |
| 最佳催淚獎     | 李李仁         |
| 最佳婆媽獎     | 譚艾珍         |
| 蕃薯藤人氣大獎 | 邱澤           |
| 媒體團大獎     | 宥勝           |
| 最佳華流明星獎 | 溫昇豪         |
| 最佳螢幕情侶獎 | 宥勝、陳庭妮   |
| 最佳男演員     | 邱澤           |
| 最佳女演員     | 陳庭妮         |

### 第二屆（2013年）
| 第二屆(2013年)華劇大賞列表 | 第二屆(2013年)華劇大賞列表        | 第二屆(2013年)華劇大賞列表        | 第二屆(2013年)華劇大賞列表 | 第二屆(2013年)華劇大賞列表 |
| 獎項                       | 獲獎戲劇和演員                    | 其餘入圍戲劇和演員                | 頒獎嘉賓                   |                            |
| -------------------------- | --------------------------------- | --------------------------------- | -------------------------- | -------------------------- |
| 新浪微博人氣獎             | 炎亞綸—《就是要你愛上我》         | 林佑威—《兩個爸爸》               | 吳宗憲、陳建州             |                            |
| 新浪微博人氣獎             | 炎亞綸—《就是要你愛上我》         | 胡宇威—《真愛黑白配》             | 吳宗憲、陳建州             |                            |
| 新浪微博人氣獎             | 炎亞綸—《就是要你愛上我》         | 陳庭妮—《真愛黑白配》             | 吳宗憲、陳建州             |                            |
| 新浪微博人氣獎             | 炎亞綸—《就是要你愛上我》         | 郭雪芙—《就是要你愛上我》         | 吳宗憲、陳建州             |                            |
| 新浪微博人氣獎             | 炎亞綸—《就是要你愛上我》         | 王心凌—《幸福選擇題》             | 吳宗憲、陳建州             |                            |
| 新浪微博人氣獎             | 炎亞綸—《就是要你愛上我》         | 宥勝—《有愛一家人》               | 吳宗憲、陳建州             |                            |
| 新浪微博人氣獎             | 炎亞綸—《就是要你愛上我》         | 姚元浩—《回到愛以前》             | 吳宗憲、陳建州             |                            |
| 最佳華流明星獎             | 宥勝—《有愛一家人》               |                                   | 吳宗憲、陳建州             |                            |
| 最佳婆媽獎                 | 柯淑勤—《美味的想念》             | 方文琳—《美味的想念》             | 王淑娟、郭書瑤             |                            |
| 最佳婆媽獎                 | 柯淑勤—《美味的想念》             | 李之勤—《幸福選擇題》             | 王淑娟、郭書瑤             |                            |
| 最佳婆媽獎                 | 柯淑勤—《美味的想念》             | 楊麗音—《就是要你愛上我》         | 王淑娟、郭書瑤             |                            |
| 最佳婆媽獎                 | 柯淑勤—《美味的想念》             | 王琄—《真愛黑白配》               | 王淑娟、郭書瑤             |                            |
| 最佳師奶殺手獎             | 沈孟生—《就是要你愛上我》         | 張國柱—《兩個爸爸》               | 王淑娟、郭書瑤             |                            |
| 最佳師奶殺手獎             | 沈孟生—《就是要你愛上我》         | 檢場—《真愛黑白配》               | 王淑娟、郭書瑤             |                            |
| 最佳師奶殺手獎             | 沈孟生—《就是要你愛上我》         | 傅雷—《幸福選擇題》               | 王淑娟、郭書瑤             |                            |
| 最佳師奶殺手獎             | 沈孟生—《就是要你愛上我》         | 艾偉—《幸福選擇題》               | 王淑娟、郭書瑤             |                            |
| 最佳催淚獎                 | 林佑威、樂樂—《兩個爸爸》         | 胡宇威、陳庭妮—《真愛黑白配》     | 龍劭華、葉天倫             |                            |
| 最佳催淚獎                 | 林佑威、樂樂—《兩個爸爸》         | 炎亞綸、郭雪芙—《就是要你愛上我》 | 龍劭華、葉天倫             |                            |
| 最佳催淚獎                 | 林佑威、樂樂—《兩個爸爸》         | 謝坤達、王心凌—《幸福選擇題》     | 龍劭華、葉天倫             |                            |
| 最佳催淚獎                 | 林佑威、樂樂—《兩個爸爸》         | 姚元浩、魏蔓—《回到愛以前》       | 龍劭華、葉天倫             |                            |
| 最佳童星獎                 | 樂樂—《兩個爸爸》                 | 藍愛子—《愛情女僕》               | 張庭宜、樂樂、闕小佑       |                            |
| 最佳童星獎                 | 樂樂—《兩個爸爸》                 | 闕小佑—《兩個爸爸》               | 張庭宜、樂樂、闕小佑       |                            |
| 最佳童星獎                 | 樂樂—《兩個爸爸》                 | 張庭宜—《兩個爸爸》               | 張庭宜、樂樂、闕小佑       |                            |
| 最佳童星獎                 | 樂樂—《兩個爸爸》                 | 趙乙丞—《有愛一家人》             | 張庭宜、樂樂、闕小佑       |                            |
| 最佳螢幕情侶獎             | 炎亞綸、郭雪芙—《就是要你愛上我》 | 張勛傑、李千娜—《美味的想念》     | 姚元浩、魏蔓               |                            |
| 最佳螢幕情侶獎             | 炎亞綸、郭雪芙—《就是要你愛上我》 | 胡宇威、陳庭妮—《真愛黑白配》     | 姚元浩、魏蔓               |                            |
| 最佳螢幕情侶獎             | 炎亞綸、郭雪芙—《就是要你愛上我》 | 謝坤達、王心凌—《幸福選擇題》     | 姚元浩、魏蔓               |                            |
| 最佳螢幕情侶獎             | 炎亞綸、郭雪芙—《就是要你愛上我》 | 宥勝、房思瑜—《有愛一家人》       | 姚元浩、魏蔓               |                            |
| 最佳螢幕情侶獎             | 炎亞綸、郭雪芙—《就是要你愛上我》 | 姚元浩、魏蔓—《回到愛以前》       | 姚元浩、魏蔓               |                            |
| 最佳接吻獎                 | 謝坤達、王心凌—《幸福選擇題》     | 張勛傑、李千娜—《美味的想念》     | 李國毅、任容萱             |                            |
| 最佳接吻獎                 | 謝坤達、王心凌—《幸福選擇題》     | 楊一展、賴雅妍—《兩個爸爸》       | 李國毅、任容萱             |                            |
| 最佳接吻獎                 | 謝坤達、王心凌—《幸福選擇題》     | 胡宇威、陳庭妮—《真愛黑白配》     | 李國毅、任容萱             |                            |
| 最佳接吻獎                 | 謝坤達、王心凌—《幸福選擇題》     | 炎亞綸、郭雪芙—《就是要你愛上我》 | 李國毅、任容萱             |                            |
| 最佳接吻獎                 | 謝坤達、王心凌—《幸福選擇題》     | 姚元浩、魏蔓—《回到愛以前》       | 李國毅、任容萱             |                            |
| 海外最受歡迎獎             | 胡宇威—《真愛黑白配》             | 林佑威—《兩個爸爸》               | 溫昇豪                     |                            |
| 海外最受歡迎獎             | 胡宇威—《真愛黑白配》             | 陳庭妮—《真愛黑白配》             | 溫昇豪                     |                            |
| 海外最受歡迎獎             | 胡宇威—《真愛黑白配》             | 炎亞綸—《就是要你愛上我》         | 溫昇豪                     |                            |
| 海外最受歡迎獎             | 胡宇威—《真愛黑白配》             | 郭雪芙—《就是要你愛上我》         | 溫昇豪                     |                            |
| 海外最受歡迎獎             | 胡宇威—《真愛黑白配》             | 王心凌—《幸福選擇題》             | 溫昇豪                     |                            |
| 海外最受歡迎獎             | 胡宇威—《真愛黑白配》             | 宥勝—《有愛一家人》               | 溫昇豪                     |                            |
| 海外最受歡迎獎             | 胡宇威—《真愛黑白配》             | 姚元浩—《回到愛以前》             | 溫昇豪                     |                            |
| 最佳女演員獎               | 陳庭妮—《真愛黑白配》             | 李千娜—《美味的想念》             | 邱澤、李李仁               |                            |
| 最佳女演員獎               | 陳庭妮—《真愛黑白配》             | 賴雅妍—《兩個爸爸》               | 邱澤、李李仁               |                            |
| 最佳女演員獎               | 陳庭妮—《真愛黑白配》             | 郭雪芙—《就是要你愛上我》         | 邱澤、李李仁               |                            |
| 最佳女演員獎               | 陳庭妮—《真愛黑白配》             | 王心凌—《幸福選擇題》             | 邱澤、李李仁               |                            |
| 最佳女演員獎               | 陳庭妮—《真愛黑白配》             | 魏蔓—《回到愛以前》               | 邱澤、李李仁               |                            |
| 最佳男演員獎               | 林佑威—《兩個爸爸》               | 張勛傑—《美味的想念》             | 邱澤、李李仁               |                            |
| 最佳男演員獎               | 林佑威—《兩個爸爸》               | 胡宇威—《真愛黑白配》             | 邱澤、李李仁               |                            |
| 最佳男演員獎               | 林佑威—《兩個爸爸》               | 炎亞綸—《就是要你愛上我》         | 邱澤、李李仁               |                            |
| 最佳男演員獎               | 林佑威—《兩個爸爸》               | 宥勝—《有愛一家人》               | 邱澤、李李仁               |                            |
| 最佳男演員獎               | 林佑威—《兩個爸爸》               | 姚元浩—《回到愛以前》             | 邱澤、李李仁               |                            |
| 觀眾票選最受歡迎戲劇節目獎 | 《就是要你愛上我》                | 《美味的想念》                    | 林佑威、樂樂               |                            |
| 觀眾票選最受歡迎戲劇節目獎 | 《就是要你愛上我》                | 《兩個爸爸》                      | 林佑威、樂樂               |                            |
| 觀眾票選最受歡迎戲劇節目獎 | 《就是要你愛上我》                | 《真愛黑白配》                    | 林佑威、樂樂               |                            |
| 觀眾票選最受歡迎戲劇節目獎 | 《就是要你愛上我》                | 《有愛一家人》                    | 林佑威、樂樂               |                            |
| 觀眾票選最受歡迎戲劇節目獎 | 《就是要你愛上我》                | 《回到愛以前》                    | 林佑威、樂樂               |                            |

### 第三屆（2014年）
| 第三屆(2014年)華劇大賞列表 | 第三屆(2014年)華劇大賞列表         | 第三屆(2014年)華劇大賞列表             | 第三屆(2014年)華劇大賞列表 | 第三屆(2014年)華劇大賞列表 |
| 獎項                       | 獲獎戲劇和演員                     | 其餘入圍戲劇和演員                     | 頒獎嘉賓                   |                            |
| -------------------------- | ---------------------------------- | -------------------------------------- | -------------------------- | -------------------------- |
| 最佳接吻獎                 | 劉以豪、郭雪芙——《喜歡·一個人》    | 唐禹哲、小薰——《女人30情定水舞間》     | 李毓芬、炎亞綸             |                            |
| 最佳接吻獎                 | 劉以豪、郭雪芙——《喜歡·一個人》    | 炎亞綸、李毓芬——《愛上兩個我》         | 李毓芬、炎亞綸             |                            |
| 最佳接吻獎                 | 劉以豪、郭雪芙——《喜歡·一個人》    | 李國毅、任容萱——《我的自由年代》       | 李毓芬、炎亞綸             |                            |
| 最佳接吻獎                 | 劉以豪、郭雪芙——《喜歡·一個人》    | 林佑威、魏蔓——《再說一次我願意》       | 李毓芬、炎亞綸             |                            |
| 最佳師奶殺手獎             | 陳博正——《愛上兩個我》             | 張佩華——《媽咪的男朋友》               | 孟耿如、袁艾菲             |                            |
| 最佳師奶殺手獎             | 陳博正——《愛上兩個我》             | 檢場——《幸福兌換券》                   | 孟耿如、袁艾菲             |                            |
| 最佳師奶殺手獎             | 陳博正——《愛上兩個我》             | 廖峻——《我的自由年代》                 | 孟耿如、袁艾菲             |                            |
| 最佳師奶殺手獎             | 陳博正——《愛上兩個我》             | 檢場——《愛上兩個我》                   | 孟耿如、袁艾菲             |                            |
| 最佳婆媽獎                 | 胡佩蓮——《喜歡·一個人》            | 譚艾珍——《女人30情定水舞間》           | 修杰楷、洪小鈴             |                            |
| 最佳婆媽獎                 | 胡佩蓮——《喜歡·一個人》            | 葛蕾——《幸福兌換券》                   | 修杰楷、洪小鈴             |                            |
| 最佳婆媽獎                 | 胡佩蓮——《喜歡·一個人》            | 馬世莉——《我的自由年代》               | 修杰楷、洪小鈴             |                            |
| 最佳婆媽獎                 | 胡佩蓮——《喜歡·一個人》            | 楊麗音——《再說一次我願意》             | 修杰楷、洪小鈴             |                            |
| 微博兩岸三地人氣獎         | 炎亞綸——《愛上兩個我》             | 唐禹哲——《女人30情定水舞間》           | 郭采潔                     |                            |
| 微博兩岸三地人氣獎         | 炎亞綸——《愛上兩個我》             | 胡宇威——《幸福兌換券》                 | 郭采潔                     |                            |
| 微博兩岸三地人氣獎         | 炎亞綸——《愛上兩個我》             | 劉以豪——《喜歡·一個人》                | 郭采潔                     |                            |
| 微博兩岸三地人氣獎         | 炎亞綸——《愛上兩個我》             | 李國毅——《我的自由年代》               | 郭采潔                     |                            |
| 微博兩岸三地人氣獎         | 炎亞綸——《愛上兩個我》             | 郭雪芙——《喜歡·一個人》                | 郭采潔                     |                            |
| 微博兩岸三地人氣獎         | 炎亞綸——《愛上兩個我》             | 林佑威——《再說一次我願意》             | 郭采潔                     |                            |
| 微博兩岸三地人氣獎         | 炎亞綸——《愛上兩個我》             | 宥勝——《22K夢想高飛》                  | 郭采潔                     |                            |
| 微博兩岸三地人氣獎         | 炎亞綸——《愛上兩個我》             | 李毓芬——《愛上兩個我》                 | 郭采潔                     |                            |
| 微博兩岸三地人氣獎         | 炎亞綸——《愛上兩個我》             | 郭書瑤——《22K夢想高飛》                | 郭采潔                     |                            |
| 最佳催淚獎                 | 洪小鈴、張翰——《女人30情定水舞間》 | 李國毅、任容萱——《我的自由年代》       | 郭雪芙、劉以豪             |                            |
| 最佳催淚獎                 | 洪小鈴、張翰——《女人30情定水舞間》 | 胡宇威、廖峻——《幸福兌換券》           | 郭雪芙、劉以豪             |                            |
| 最佳催淚獎                 | 洪小鈴、張翰——《女人30情定水舞間》 | 劉以豪、郭雪芙——《喜歡·一個人》        | 郭雪芙、劉以豪             |                            |
| 最佳催淚獎                 | 洪小鈴、張翰——《女人30情定水舞間》 | 炎亞綸、李毓芬——《愛上兩個我》         | 郭雪芙、劉以豪             |                            |
| 最佳螢幕情侶獎             | 李國毅、任容萱——《我的自由年代》   | 唐禹哲、小薰——《女人30情定水舞間》     | 李亮瑾、陳珮騏             |                            |
| 最佳螢幕情侶獎             | 李國毅、任容萱——《我的自由年代》   | 劉以豪、郭雪芙——《喜歡·一個人》        | 李亮瑾、陳珮騏             |                            |
| 最佳螢幕情侶獎             | 李國毅、任容萱——《我的自由年代》   | 炎亞綸、李毓芬——《愛上兩個我》         | 李亮瑾、陳珮騏             |                            |
| 最佳螢幕情侶獎             | 李國毅、任容萱——《我的自由年代》   | 李國毅、郭書瑤——《22K夢想高飛》        | 李亮瑾、陳珮騏             |                            |
| 最佳華流明星獎             | 郭雪芙                             | 唐禹哲                                 | 溫昇豪、宥勝               |                            |
| 最佳華流明星獎             | 郭雪芙                             | 胡宇威                                 | 溫昇豪、宥勝               |                            |
| 最佳華流明星獎             | 郭雪芙                             | 劉以豪                                 | 溫昇豪、宥勝               |                            |
| 最佳華流明星獎             | 郭雪芙                             | 李國毅                                 | 溫昇豪、宥勝               |                            |
| 最佳華流明星獎             | 郭雪芙                             | 炎亞綸                                 | 溫昇豪、宥勝               |                            |
| 最佳華流明星獎             | 郭雪芙                             | 林佑威                                 | 溫昇豪、宥勝               |                            |
| 最佳華流明星獎             | 郭雪芙                             | 宥勝                                   | 溫昇豪、宥勝               |                            |
| 最佳華流明星獎             | 郭雪芙                             | 李毓芬                                 | 溫昇豪、宥勝               |                            |
| 最佳華流明星獎             | 郭雪芙                             | 郭書瑤                                 | 溫昇豪、宥勝               |                            |
| 最佳男演員獎               | 炎亞綸——《愛上兩個我》             | 唐禹哲——《女人30情定水舞間》           | 林佑威、魏蔓               |                            |
| 最佳男演員獎               | 炎亞綸——《愛上兩個我》             | 是元介——《我的自由年代》               | 林佑威、魏蔓               |                            |
| 最佳男演員獎               | 炎亞綸——《愛上兩個我》             | 邱凱偉（Darren）——《女人30情定水舞間》 | 林佑威、魏蔓               |                            |
| 最佳男演員獎               | 炎亞綸——《愛上兩個我》             | 劉以豪——《喜歡·一個人》                | 林佑威、魏蔓               |                            |
| 最佳男演員獎               | 炎亞綸——《愛上兩個我》             | 宥勝——《22K夢想高飛》                  | 林佑威、魏蔓               |                            |
| 最佳男演員獎               | 炎亞綸——《愛上兩個我》             | 胡宇威——《幸福兌換券》                 | 林佑威、魏蔓               |                            |
| 最佳男演員獎               | 炎亞綸——《愛上兩個我》             | 李國毅——《我的自由年代》               | 林佑威、魏蔓               |                            |
| 最佳男演員獎               | 炎亞綸——《愛上兩個我》             | 林佑威——《再說一次我願意》             | 林佑威、魏蔓               |                            |
| 最佳男演員獎               | 炎亞綸——《愛上兩個我》             | 李國毅——《22K夢想高飛》                | 林佑威、魏蔓               |                            |
| 最佳女演員獎               | 郭書瑤——《22K夢想高飛》            | 李維維——《女人30情定水舞間》           | 苗可麗                     |                            |
| 最佳女演員獎               | 郭書瑤——《22K夢想高飛》            | 楊謹華——《媽咪的男朋友》               | 苗可麗                     |                            |
| 最佳女演員獎               | 郭書瑤——《22K夢想高飛》            | 任容萱——《我的自由年代》               | 苗可麗                     |                            |
| 最佳女演員獎               | 郭書瑤——《22K夢想高飛》            | 孟耿如——《22K夢想高飛》                | 苗可麗                     |                            |
| 最佳女演員獎               | 郭書瑤——《22K夢想高飛》            | 袁艾菲——《幸福兌換券》                 | 苗可麗                     |                            |
| 最佳女演員獎               | 郭書瑤——《22K夢想高飛》            | 李毓芬——《愛上兩個我》                 | 苗可麗                     |                            |
| 最佳女演員獎               | 郭書瑤——《22K夢想高飛》            | 魏蔓——《再說一次我願意》               | 苗可麗                     |                            |
| 最佳女演員獎               | 郭書瑤——《22K夢想高飛》            | 洪小鈴——《女人30情定水舞間》           | 苗可麗                     |                            |
| 最佳女演員獎               | 郭書瑤——《22K夢想高飛》            | 郭雪芙——《喜歡·一個人》                | 苗可麗                     |                            |
| 觀眾票選最受歡迎戲劇獎     | 《愛上兩個我》                     | 《女人30情定水舞間》                   | 李國毅、任容萱、郭書瑤     |                            |
| 觀眾票選最受歡迎戲劇獎     | 《愛上兩個我》                     | 《我的自由年代》                       | 李國毅、任容萱、郭書瑤     |                            |
| 觀眾票選最受歡迎戲劇獎     | 《愛上兩個我》                     | 《媽咪的男朋友》                       | 李國毅、任容萱、郭書瑤     |                            |
| 觀眾票選最受歡迎戲劇獎     | 《愛上兩個我》                     | 《喜歡·一個人》                        | 李國毅、任容萱、郭書瑤     |                            |
| 觀眾票選最受歡迎戲劇獎     | 《愛上兩個我》                     | 《再說一次我願意》                     | 李國毅、任容萱、郭書瑤     |                            |
| 觀眾票選最受歡迎戲劇獎     | 《愛上兩個我》                     | 《幸福兌換券》                         | 李國毅、任容萱、郭書瑤     |                            |
| 觀眾票選最受歡迎戲劇獎     | 《愛上兩個我》                     | 《22K夢想高飛》                        | 李國毅、任容萱、郭書瑤     |                            |

### 第四屆（2015年）
| 第四屆(2015年)華劇大賞列表 | 第四屆(2015年)華劇大賞列表             | 第四屆(2015年)華劇大賞列表           | 第四屆(2015年)華劇大賞列表 | 第四屆(2015年)華劇大賞列表 |
| 獎項                       | 獲獎戲劇和演員                         | 其餘入圍戲劇和演員                   | 頒獎嘉賓                   |                            |
| -------------------------- | -------------------------------------- | ------------------------------------ | -------------------------- | -------------------------- |
| 最佳接吻獎                 | 唐禹哲、李佳穎——《莫非，這就是愛情》   | 謝佳見、曾之喬——《我的寶貝四千金》   | 陳楚河、賴雅妍             |                            |
| 最佳接吻獎                 | 唐禹哲、李佳穎——《莫非，這就是愛情》   | 王傳一、任容萱——《聽見幸福》         | 陳楚河、賴雅妍             |                            |
| 最佳接吻獎                 | 唐禹哲、李佳穎——《莫非，這就是愛情》   | 李國毅、林予晞——《料理高校生》       | 陳楚河、賴雅妍             |                            |
| 最佳接吻獎                 | 唐禹哲、李佳穎——《莫非，這就是愛情》   | 魏蔓、劉以豪——《他看她的第2眼》      | 陳楚河、賴雅妍             |                            |
| 最佳催淚獎                 | 洪小鈴、呂雪鳳——《我的寶貝四千金》     | 苗可麗、任容萱、徐浩軒——《聽見幸福》 | 劉以豪、魏蔓               |                            |
| 最佳催淚獎                 | 洪小鈴、呂雪鳳——《我的寶貝四千金》     | 邵翔、茵芙——《聽見幸福》             | 劉以豪、魏蔓               |                            |
| 最佳催淚獎                 | 洪小鈴、呂雪鳳——《我的寶貝四千金》     | 竇智孔、王道——《好想談戀愛》         | 劉以豪、魏蔓               |                            |
| 最佳催淚獎                 | 洪小鈴、呂雪鳳——《我的寶貝四千金》     | 寇世勳、陽詠存——《軍官·情人》        | 劉以豪、魏蔓               |                            |
| 最佳綠葉                   | 楊銘威——《我的寶貝四千金》             | 威廉——《聽見幸福》                   | 李運慶、方友               |                            |
| 最佳綠葉                   | 楊銘威——《我的寶貝四千金》             | 黃嘉千——《莫非，這就是愛情》         | 李運慶、方友               |                            |
| 最佳綠葉                   | 楊銘威——《我的寶貝四千金》             | 高盟傑——《他看她的第2眼》            | 李運慶、方友               |                            |
| 最佳綠葉                   | 楊銘威——《我的寶貝四千金》             | 琇琴——《他看她的第2眼》              | 李運慶、方友               |                            |
| 最佳綠葉                   | 楊銘威——《我的寶貝四千金》             | 梅賢治——《軍官·情人》                | 李運慶、方友               |                            |
| 最佳綠葉                   | 楊銘威——《我的寶貝四千金》             | 雷瑟琳——《料理高校生》               | 李運慶、方友               |                            |
| 最佳實力派演員             | 寇世勳——《軍官·情人》                  | 呂雪鳳——《我的寶貝四千金》           | 呂雪鳳                     |                            |
| 最佳實力派演員             | 寇世勳——《軍官·情人》                  | 苗可麗——《聽見幸福》                 | 呂雪鳳                     |                            |
| 最佳實力派演員             | 寇世勳——《軍官·情人》                  | 涂善妮——《軍官·情人》                | 呂雪鳳                     |                            |
| 最佳實力派演員             | 寇世勳——《軍官·情人》                  | 馬之秦——《軍官·情人》                | 呂雪鳳                     |                            |
| 最佳實力派演員             | 寇世勳——《軍官·情人》                  | 周丹薇——《他看她的第2眼》            | 呂雪鳳                     |                            |
| 最佳實力派演員             | 寇世勳——《軍官·情人》                  | 鄧志鴻——《他看她的第2眼》            | 呂雪鳳                     |                            |
| 最佳螢幕情侶獎             | 謝佳見、曾之喬——《我的寶貝四千金》     | 王傳一、任容萱——《聽見幸福》         | 李國毅、林予晞             |                            |
| 最佳螢幕情侶獎             | 謝佳見、曾之喬——《我的寶貝四千金》     | 唐禹哲、李佳穎——《莫非，這就是愛情》 | 李國毅、林予晞             |                            |
| 最佳螢幕情侶獎             | 謝佳見、曾之喬——《我的寶貝四千金》     | 劉以豪、魏蔓——《他看她的第2眼》      | 李國毅、林予晞             |                            |
| 最佳螢幕情侶獎             | 謝佳見、曾之喬——《我的寶貝四千金》     | 李國毅、林予晞——《料理高校生》       | 李國毅、林予晞             |                            |
| 最佳潛力新星               | 吳思賢、蘇小軒、洪言翔——《料理高校生》 | 陳凱旋——《好想談戀愛》               | 謝佳見、鄒承恩             |                            |
| 最佳潛力新星               | 吳思賢、蘇小軒、洪言翔——《料理高校生》 | 李宗霖——《好想談戀愛》               | 謝佳見、鄒承恩             |                            |
| 最佳潛力新星               | 吳思賢、蘇小軒、洪言翔——《料理高校生》 | 大元——《戀愛鄰距離》                 | 謝佳見、鄒承恩             |                            |
| 最佳潛力新星               | 吳思賢、蘇小軒、洪言翔——《料理高校生》 | 陽詠存——《軍官·情人》                | 謝佳見、鄒承恩             |                            |
| 最佳華流明星獎             | 王傳一                                 | 王傳一——《聽見幸福》                 | 劉品言、曾之喬             |                            |
| 華流雜誌年度最暢銷大獎     | 李國毅                                 | 唐禹哲                               | 陳庭妮                     |                            |
| 華流雜誌年度最暢銷大獎     | 李國毅                                 | 李佳穎                               | 陳庭妮                     |                            |
| 華流雜誌年度最暢銷大獎     | 李國毅                                 | 謝佳見                               | 陳庭妮                     |                            |
| 華流雜誌年度最暢銷大獎     | 李國毅                                 | 曾之喬                               | 陳庭妮                     |                            |
| 華流雜誌年度最暢銷大獎     | 李國毅                                 | 林予晞                               | 陳庭妮                     |                            |
| 華流雜誌年度最暢銷大獎     | 李國毅                                 | 劉以豪                               | 陳庭妮                     |                            |
| 華流雜誌年度最暢銷大獎     | 李國毅                                 | 魏蔓                                 | 陳庭妮                     |                            |
| 最佳男演員獎               | 李國毅——《料理高校生》                 | 謝佳見——《我的寶貝四千金》           | 郭書瑤                     |                            |
| 最佳男演員獎               | 李國毅——《料理高校生》                 | 王傳一——《聽見幸福》                 | 郭書瑤                     |                            |
| 最佳男演員獎               | 李國毅——《料理高校生》                 | 竇智孔——《好想談戀愛》               | 郭書瑤                     |                            |
| 最佳男演員獎               | 李國毅——《料理高校生》                 | 陳乃榮——《好想談戀愛》               | 郭書瑤                     |                            |
| 最佳男演員獎               | 李國毅——《料理高校生》                 | 唐禹哲——《莫非，這就是愛情》         | 郭書瑤                     |                            |
| 最佳男演員獎               | 李國毅——《料理高校生》                 | 劉以豪——《他看她的第2眼》            | 郭書瑤                     |                            |
| 最佳男演員獎               | 李國毅——《料理高校生》                 | 寇世勳——《軍官·情人》                | 郭書瑤                     |                            |
| 最佳男演員獎               | 李國毅——《料理高校生》                 | 安哲——《軍官·情人》                  | 郭書瑤                     |                            |
| 最佳男演員獎               | 李國毅——《料理高校生》                 | 修杰楷——《軍官·情人》                | 郭書瑤                     |                            |
| 最佳男演員獎               | 李國毅——《料理高校生》                 | 陳楚河——《愛上哥們》                 | 郭書瑤                     |                            |
| 最佳男演員獎               | 李國毅——《料理高校生》                 | 王傳一——《戀愛鄰距離》               | 郭書瑤                     |                            |
| 最佳女演員獎               | 賴雅妍——《愛上哥們》                   | 曾之喬——《我的寶貝四千金》           | 吳慷仁                     |                            |
| 最佳女演員獎               | 賴雅妍——《愛上哥們》                   | 洪小鈴——《我的寶貝四千金》           | 吳慷仁                     |                            |
| 最佳女演員獎               | 賴雅妍——《愛上哥們》                   | 任容萱——《聽見幸福》                 | 吳慷仁                     |                            |
| 最佳女演員獎               | 賴雅妍——《愛上哥們》                   | 黃姵嘉——《好想談戀愛》               | 吳慷仁                     |                            |
| 最佳女演員獎               | 賴雅妍——《愛上哥們》                   | 李維維——《好想談戀愛》               | 吳慷仁                     |                            |
| 最佳女演員獎               | 賴雅妍——《愛上哥們》                   | 李佳穎——《莫非，這就是愛情》         | 吳慷仁                     |                            |
| 最佳女演員獎               | 賴雅妍——《愛上哥們》                   | 魏蔓——《他看她的第2眼》              | 吳慷仁                     |                            |
| 最佳女演員獎               | 賴雅妍——《愛上哥們》                   | 劉品言——《軍官·情人》                | 吳慷仁                     |                            |
| 最佳女演員獎               | 賴雅妍——《愛上哥們》                   | 周采詩——《軍官·情人》                | 吳慷仁                     |                            |
| 最佳女演員獎               | 賴雅妍——《愛上哥們》                   | 洪小鈴——《戀愛鄰距離》               | 吳慷仁                     |                            |
| 最佳女演員獎               | 賴雅妍——《愛上哥們》                   | 林予晞——《料理高校生》               | 吳慷仁                     |                            |
| 觀眾票選最受歡迎戲劇獎     | 《莫非，這就是愛情》                   | 《我的寶貝四千金》                   | 炎亞綸、李毓芬             |                            |
| 觀眾票選最受歡迎戲劇獎     | 《莫非，這就是愛情》                   | 《聽見幸福》                         | 炎亞綸、李毓芬             |                            |
| 觀眾票選最受歡迎戲劇獎     | 《莫非，這就是愛情》                   | 《好想談戀愛》                       | 炎亞綸、李毓芬             |                            |
| 觀眾票選最受歡迎戲劇獎     | 《莫非，這就是愛情》                   | 《他看她的第2眼》                    | 炎亞綸、李毓芬             |                            |
| 觀眾票選最受歡迎戲劇獎     | 《莫非，這就是愛情》                   | 《軍官·情人》                        | 炎亞綸、李毓芬             |                            |
| 觀眾票選最受歡迎戲劇獎     | 《莫非，這就是愛情》                   | 《料理高校生》                       | 炎亞綸、李毓芬             |                            |
| 觀眾票選最受歡迎戲劇獎     | 《莫非，這就是愛情》                   | 《愛上哥們》                         | 炎亞綸、李毓芬             |                            |
| 觀眾票選最受歡迎戲劇獎     | 《莫非，這就是愛情》                   | 《戀愛鄰距離》                       | 炎亞綸、李毓芬             |                            |

### 第五屆（2016年）
| 第五屆(2016年)華劇大賞列表 | 第五屆(2016年)華劇大賞列表       | 第五屆(2016年)華劇大賞列表                  | 第五屆(2016年)華劇大賞列表      | 第五屆(2016年)華劇大賞列表 |
| 獎項                       | 獲獎戲劇和演員                   | 其餘入圍戲劇和演員                          | 頒獎嘉賓                        |                            |
| -------------------------- | -------------------------------- | ------------------------------------------- | ------------------------------- | -------------------------- |
| 觀眾票選最佳年度戲劇歌曲獎 | 周湯豪-帥到分手——《飛魚高校生》  | 八三夭-翻白眼——《獨家保鑣》                 | 管麟、善存、賴東賢              |                            |
| 觀眾票選最佳年度戲劇歌曲獎 | 周湯豪-帥到分手——《飛魚高校生》  | 林宥嘉-熱血無賴——《飛魚高校生》             | 管麟、善存、賴東賢              |                            |
| 觀眾票選最佳年度戲劇歌曲獎 | 周湯豪-帥到分手——《飛魚高校生》  | 畢書盡-愛戀魔法——《狼王子 》                | 管麟、善存、賴東賢              |                            |
| 觀眾票選最佳年度戲劇歌曲獎 | 周湯豪-帥到分手——《飛魚高校生》  | 吳建豪-屬於你和我之間的事——《我的極品男友》 | 管麟、善存、賴東賢              |                            |
| 觀眾票選最佳年度戲劇歌曲獎 | 周湯豪-帥到分手——《飛魚高校生》  | 畢書盡-38——《我的極品男友》                 | 管麟、善存、賴東賢              |                            |
| 觀眾票選最佳年度戲劇歌曲獎 | 周湯豪-帥到分手——《飛魚高校生》  | 韋禮安-第一個想到你——《後菜鳥的燦爛時代》   | 管麟、善存、賴東賢              |                            |
| 觀眾票選最佳年度戲劇歌曲獎 | 周湯豪-帥到分手——《飛魚高校生》  | 丁噹-想戀一個愛——《大人情歌》               | 管麟、善存、賴東賢              |                            |
| 觀眾票選最佳年度戲劇歌曲獎 | 周湯豪-帥到分手——《飛魚高校生》  | 曹格-我們是朋友——《1989一念間》             | 管麟、善存、賴東賢              |                            |
| 觀眾票選最佳年度戲劇歌曲獎 | 周湯豪-帥到分手——《飛魚高校生》  | 黃鴻升（小鬼）-兩個人——《1989一念間》       | 管麟、善存、賴東賢              |                            |
| 觀眾票選最佳年度戲劇歌曲獎 | 周湯豪-帥到分手——《飛魚高校生》  | 陳零九-你他我——《1989一念間》               | 管麟、善存、賴東賢              |                            |
| 最佳接吻獎                 | 張軒睿、安心亞——《狼王子》       | 謝佳見、黃薇渟——《獨家保鑣》                | 劉奕兒、邵雨薇                  |                            |
| 最佳接吻獎                 | 張軒睿、安心亞——《狼王子》       | 王傳一、魏蔓——《飛魚高校生》                | 劉奕兒、邵雨薇                  |                            |
| 最佳接吻獎                 | 張軒睿、安心亞——《狼王子》       | 簡宏霖、林可彤——《我的極品男友》            | 劉奕兒、邵雨薇                  |                            |
| 最佳接吻獎                 | 張軒睿、安心亞——《狼王子》       | 炎亞綸、曾之喬——《後菜鳥的燦爛時代》        | 劉奕兒、邵雨薇                  |                            |
| 最佳接吻獎                 | 張軒睿、安心亞——《狼王子》       | 邱凱偉（Darren）、李維維——《大人情歌》      | 劉奕兒、邵雨薇                  |                            |
| 最佳接吻獎                 | 張軒睿、安心亞——《狼王子》       | 張立昂、邵雨薇——《1989一念間》              | 劉奕兒、邵雨薇                  |                            |
| Vidol最佳人氣點擊獎        | 《我的極品男友》                 |                                             | 利菁                            |                            |
| 最佳螢幕情侶獎             | 張立昂、邵雨薇——《1989一念間》   | 謝佳見、黃薇渟——《獨家保鑣》                | 謝佳見、黃薇渟                  |                            |
| 最佳螢幕情侶獎             | 張立昂、邵雨薇——《1989一念間》   | 王傳一、魏蔓——《飛魚高校生》                | 謝佳見、黃薇渟                  |                            |
| 最佳螢幕情侶獎             | 張立昂、邵雨薇——《1989一念間》   | 張軒睿、安心亞——《狼王子》                  | 謝佳見、黃薇渟                  |                            |
| 最佳螢幕情侶獎             | 張立昂、邵雨薇——《1989一念間》   | 林佑威、連俞涵——《我的極品男友》            | 謝佳見、黃薇渟                  |                            |
| 最佳螢幕情侶獎             | 張立昂、邵雨薇——《1989一念間》   | 黃騰浩、林逸欣 ——《我的極品男友》           | 謝佳見、黃薇渟                  |                            |
| 最佳螢幕情侶獎             | 張立昂、邵雨薇——《1989一念間》   | 簡宏霖、林可彤 ——《我的極品男友》           | 謝佳見、黃薇渟                  |                            |
| 最佳螢幕情侶獎             | 張立昂、邵雨薇——《1989一念間》   | 炎亞綸、曾之喬——《後菜鳥的燦爛時代》        | 謝佳見、黃薇渟                  |                            |
| 最佳螢幕情侶獎             | 張立昂、邵雨薇——《1989一念間》   | 邱凱偉（Darren）、李維維——《大人情歌》      | 謝佳見、黃薇渟                  |                            |
| 最佳螢幕情侶獎             | 張立昂、邵雨薇——《1989一念間》   | 蔡黃汝（豆花妹）、孫沁岳——《1989一念間》    | 謝佳見、黃薇渟                  |                            |
| 最佳催淚獎                 | 苗可麗、呂雪鳳——《大人情歌》     | 王傳一、魏蔓——《飛魚高校生》                | 邵翔、周采詩                    |                            |
| 最佳催淚獎                 | 苗可麗、呂雪鳳——《大人情歌》     | 張軒睿、安心亞——《狼王子》                  | 邵翔、周采詩                    |                            |
| 最佳催淚獎                 | 苗可麗、呂雪鳳——《大人情歌》     | 簡宏霖、林可彤——《我的極品男友》            | 邵翔、周采詩                    |                            |
| 最佳催淚獎                 | 苗可麗、呂雪鳳——《大人情歌》     | 蔡黃汝（豆花妹）、尹昭德——《1989一念間》    | 邵翔、周采詩                    |                            |
| 最佳潛力新星               | 張立昂——《1989一念間》           | 管麟——《飛魚高校生》                        | 吳思贤 、小薰                   |                            |
| 最佳潛力新星               | 張立昂——《1989一念間》           | 張軒睿——《狼王子》                          | 吳思贤 、小薰                   |                            |
| 最佳潛力新星               | 張立昂——《1989一念間》           | 連俞涵——《我的極品男友》                    | 吳思贤 、小薰                   |                            |
| 最佳華流明星獎             | 謝佳見                           |                                             | 安以軒                          |                            |
| 最佳男演員獎               | 王傳一——《飛魚高校生》           | 謝佳見——《獨家保鑣》                        | 安以軒                          |                            |
| 最佳男演員獎               | 王傳一——《飛魚高校生》           | 張軒睿——《狼王子》                          | 安以軒                          |                            |
| 最佳男演員獎               | 王傳一——《飛魚高校生》           | 林佑威——《我的極品男友》                    | 安以軒                          |                            |
| 最佳男演員獎               | 王傳一——《飛魚高校生》           | 黃騰浩 ——《我的極品男友》                   | 安以軒                          |                            |
| 最佳男演員獎               | 王傳一——《飛魚高校生》           | 炎亞綸——《後菜鳥的燦爛時代》                | 安以軒                          |                            |
| 最佳男演員獎               | 王傳一——《飛魚高校生》           | 邱凱偉（Darren）——《大人情歌》              | 安以軒                          |                            |
| 最佳男演員獎               | 王傳一——《飛魚高校生》           | 張立昂——《1989一念間》                      | 安以軒                          |                            |
| 最佳實力派演員             | 林煒——《狼王子》                 | 檢場——《我的極品男友》                      | 劉瑞琪、王琄                    |                            |
| 最佳實力派演員             | 林煒——《狼王子》                 | 苗可麗——《大人情歌》                        | 劉瑞琪、王琄                    |                            |
| 最佳實力派演員             | 林煒——《狼王子》                 | 梁家榕——《1989一念間》                      | 劉瑞琪、王琄                    |                            |
| 最佳實力派演員             | 林煒——《狼王子》                 | 尹昭德——《1989一念間》                      | 劉瑞琪、王琄                    |                            |
| 最佳女演員獎               | 蔡黃汝（豆花妹）——《1989一念間》 | 洪小鈴——《獨家保鑣》                        | 立威廉、劉品言                  |                            |
| 最佳女演員獎               | 蔡黃汝（豆花妹）——《1989一念間》 | 魏蔓——《飛魚高校生》                        | 立威廉、劉品言                  |                            |
| 最佳女演員獎               | 蔡黃汝（豆花妹）——《1989一念間》 | 安心亞——《狼王子》                          | 立威廉、劉品言                  |                            |
| 最佳女演員獎               | 蔡黃汝（豆花妹）——《1989一念間》 | 林逸欣 ——《我的極品男友》                   | 立威廉、劉品言                  |                            |
| 最佳女演員獎               | 蔡黃汝（豆花妹）——《1989一念間》 | 曾之喬——《後菜鳥的燦爛時代》                | 立威廉、劉品言                  |                            |
| 最佳女演員獎               | 蔡黃汝（豆花妹）——《1989一念間》 | 李維維——《大人情歌》                        | 立威廉、劉品言                  |                            |
| 最佳女演員獎               | 蔡黃汝（豆花妹）——《1989一念間》 | 邵雨薇——《1989一念間》                      | 立威廉、劉品言                  |                            |
| 觀眾票選最受歡迎戲劇獎     | 《1989一念間》                   | 《大人情歌》                                | SpeXial 風田、明杰、以綸、Teddy |                            |
| 觀眾票選最受歡迎戲劇獎     | 《1989一念間》                   | 《後菜鳥的燦爛時代》                        | SpeXial 風田、明杰、以綸、Teddy |                            |
| 觀眾票選最受歡迎戲劇獎     | 《1989一念間》                   | 《我的極品男友》                            | SpeXial 風田、明杰、以綸、Teddy |                            |
| 觀眾票選最受歡迎戲劇獎     | 《1989一念間》                   | 《狼王子》                                  | SpeXial 風田、明杰、以綸、Teddy |                            |
| 觀眾票選最受歡迎戲劇獎     | 《1989一念間》                   | 《飛魚高校生》                              | SpeXial 風田、明杰、以綸、Teddy |                            |
| 觀眾票選最受歡迎戲劇獎     | 《1989一念間》                   | 《獨家保鑣》                                | SpeXial 風田、明杰、以綸、Teddy |                            |

第一屆(2020年)威劇大賞列表

### 2021年第二屆威劇大賞
| 獎項           | 獲獎演員                                       |
| -------------- | ---------------------------------------------- |
| 最佳cosplay獎  | 江宏恩《炮仔聲》                               |
| 最佳想巴蕊獎   | 周丹薇《未來媽媽》                             |
| 最佳養眼胸肌獎 | 黃少祺《天之驕女》                             |
| 最佳婆媳火花獎 | 陳小菁、何如芸《炮仔聲》                       |
| 最佳超速配CP獎 | 邱昊奇、梁舒涵《廢財闖天關》                   |
| 最佳年度金句獎 | 許明杰《天之驕女》                             |
| 最佳網路人氣獎 | 《愛不愛粟絲》                                 |
| 最佳超甜吻戲獎 | 張立昂、宋芸樺《浪漫輸給你》                   |
| 最佳銷魂床戲獎 | 黃少祺、韓瑜《天之驕女》                       |
| 最佳女主角獎   | 宋芸樺                                         |
| 最佳男主角獎   | 張立昂、禾浩辰、李國毅、賀軍翔、唐禹哲、黃少祺 |

## 表演嘉賓
表演組曲皆是三立華人電視劇的主題曲。
- 2012年
  - 陶嫚曼
    - 組曲：神魂電到（剩女保鏢片頭曲）／途中（愛上巧克力片尾曲）／好難得（螺絲小姐要出嫁片尾曲）／微加幸福（小資女孩向前衝片尾曲）

  - 李唯楓
    - 組曲：You don't know （剩女保鏢片尾曲）／我不願讓你一個人（真愛找麻煩片尾曲）／指揮真愛找麻煩片頭曲）／只想抱著你（我們發財了片尾曲）／暫時的男朋友（真愛趁現在片尾曲）
- 2013年
  - 丁噹
    - 組曲：不是你的錯（真愛找麻煩插曲）／不要問（有愛一家人片頭曲）／我愛他（下一站，幸福片頭曲）
- 2014年
  - 李國毅
    - 歌曲：In A Good Way

  - 炎亞綸
    - 組曲：這不是我（愛上兩個我片尾曲）／多餘的我（愛上兩個我插曲）
- 2015年
  - 料理高校生學生群（洪言翔、蘇小軒、吳思賢、洪于晴、易光、陳敬宣、吳季璇、喬雅琳、林睦言、黃大瑋）
    - 歌曲：我們青春（料理高校生片頭曲）

  - 王大文&曾之喬
    - 歌曲：雲霄飛車（我的寶貝四千金片頭曲）
- 2016年
  - 周湯豪
  - 飛魚高校生94帥
    - 歌曲：帥到分手（飛魚高校生片頭曲）／turn up

  - 蔣卓嘉
    - 歌曲：你的愛是什麼形狀（飛魚高校生插曲）

  - 張立昂
  - 這一念間，我們都在1989
    - 歌曲：兩個人（1989一念間片尾曲）

## 收視率
| 播映日期              | 有線                           | 平均收視率                     | 15-24歲                        | 25-34歲                        | 35-49歲                        | 備註                           |
| --------------------- | ------------------------------ | ------------------------------ | ------------------------------ | ------------------------------ | ------------------------------ | ------------------------------ |
| 第1屆：2012年12月12日 | 無在電視播出，只在網路平台播出 | 無在電視播出，只在網路平台播出 | 無在電視播出，只在網路平台播出 | 無在電視播出，只在網路平台播出 | 無在電視播出，只在網路平台播出 | 無在電視播出，只在網路平台播出 |
| 第2屆：2013年12月22日 |                                |                                |                                |                                |                                |                                |
| 第3屆：2014年12月14日 | 1.00                           |                                | 1.82                           |                                |                                |                                |
| 第4屆：2015年12月12日 | 1.82                           | 1.46                           | 1.26                           | 1.23                           | 2.01                           |                                |
| 第5屆：2016年12月10日 | 0.80                           |                                | 1.02                           |                                |                                |                                |

- 由AGB尼爾森調查，調查範圍是四歲以上收看電視之觀眾。

## 外部連結
- 2014華劇大賞_微博網路獨家合作投票 （页面存档备份，存于）
- 華流雜誌臉書 （页面存档备份，存于）